# آکیرا سیلوانو دیسارو
آکیرا سیلوانو دیسارو (ژاپنی: ディサロ 燦シルヴァーノ؛ زادهٔ ۲ آوریل ۱۹۹۶) یک بازیکن فوتبال اهل ژاپن است.
از باشگاه‌هایی که در آن بازی کرده‌است می‌توان به باشگاه فوتبال گراونز کیتاکیوشو و باشگاه فوتبال شیمیزو اس-پالس اشاره کرد.